# The Unforgiving
The Unforgiving — пятый студийный альбом нидерландской рок-группы Within Temptation, выпущен под музыкальным лейблом Roadrunner Records 25 марта 2011 года на территории Великобритании, Германии, Швеции, Швейцарии, Австралии. На территории России и ряда других стран альбом появился в продаже 28 марта 2011 года. В связи с разрушительными землетрясениями и цунами, позже всех альбом вышел в Японии: 6 апреля 2011 года. Альбом основывается на идее серии книг-комиксов Стивена О’Коннела (известен по таким проектам как BloodRayne и Dark 48). Иллюстрации и альбомный арт подготовлены Romano Molenaar (Клинок Ведьм, Darkness, Люди Икс).

## Концепция
Каждая из песен в альбоме The Unforgiving была написана по рассказу Стивена и образы в песнях являются главными героями комикса. 26 июля 2010 группа объявила о том, что они намереваются устроить концертный тур по Европе в начале 2011 года в поддержку их нового альбома. Но 26 ноября 2010 года было объявлено, что в связи с беременностью Шарон ден Адель тур будет перенесён с начала года на более поздний период. Во время записи альбома Роберт Вестерхольт (гитарист Within Temptation) поведал о том, что The Unforgiving не похож ни на одну из предыдущих записей группы и все песни абсолютно уникальны.

## Список композиций
| №   | Название                     | Длительность |
| --- | ---------------------------- | ------------ |
| 1.  | «Why Not Me»                 | 0:34         |
| 2.  | «Shot in the Dark»           | 5:02         |
| 3.  | «In the Middle of the Night» | 5:11         |
| 4.  | «Faster»                     | 4:23         |
| 5.  | «Fire and Ice»               | 3:57         |
| 6.  | «Iron»                       | 5:41         |
| 7.  | «Where is the Edge»          | 3:59         |
| 8.  | «Sinéad»                     | 4:23         |
| 9.  | «Lost»                       | 5:14         |
| 10. | «Murder»                     | 4:16         |
| 11. | «A Demon’s Fate»             | 5:30         |
| 12. | «Stairway to the Skies»      | 5:32         |

Помимо стандартного издания, вышло и делюкс-издание с дополнительным DVD — диском и бонус-треками.
Бонус-треки:
| №   | Название                                          | Длительность |
| --- | ------------------------------------------------- | ------------ |
| 13. | «I Don’t Wanna (Bonus Track for Japan and USA)»   | 5:02         |
| 14. | «Empty Eyes (Bonus Track for Japan and USA)»      | 3:42         |
| 15. | «The Last Dance (Bonus Track for USA and iTunes)» | 4:26         |

DVD:
| №  | Название                                                                         | Длительность |
| -- | -------------------------------------------------------------------------------- | ------------ |
| 1. | «Faster (короткометражный фильм и видеоклип)»                                    |              |
| 2. | «Sinéad (короткометражный фильм и видеоклип)»                                    |              |
| 3. | «Shot in the Dark (короткометражный фильм и видеоклип)»                          |              |
| 4. | «Where Is the Edge (видео — трейлер к фильму «Me & Mr Jones»)»                   |              |
| 5. | «Utopia (feat. Chris Jones) (видеоклип)»                                         |              |
| 6. | «The Unforgiving — создание видеоклипов «Faster», «Sinéad» и «Shot in The Dark»» |              |
| 7. | «The Unforgiving — фотогалерея со страницами комикса.»                           |              |

## Позиции в чартах
| Чарт (2011)               | Лучший результат |
| ------------------------- | ---------------- |
| Australian Albums Chart   | 27               |
| Austrian Albums Chart     | 7                |
| Belgian Albums Chart      | 3                |
| Canadian Albums Chart     | 40               |
| Czech Albums Chart        | 4                |
| Danish Albums Chart       | 34               |
| Dutch Albums Chart        | 2                |
| Dutch Combo Albums        | 2                |
| Finnish Albums Chart      | 3                |
| French Albums Chart       | 18               |
| German Albums Chart       | 7                |
| Greek Albums Chart        | 12               |
| Hungarian Albums Chart    | 39               |
| Mexican Albums Chart      | 66               |
| Norwegian Albums Chart    | 25               |
| Polish Albums Chart       | 6                |
| Portuguese Albums Chart   | 3                |
| Spanish Albums Chart      | 16               |
| Swedish Albums Chart      | 7                |
| Swiss Albums Chart        | 9                |
| UK Albums Chart           | 23               |
| UK Rock Albums Chart      | 1                |
| Billboard 200             | 50               |
| Billboard Download Albums | 24               |
| Billboard Hard Rock       | 6                |
| Billboard Rock Albums     | 14               |

| Продажи (мир) |
| ------------- |
| 180 000       |

 По данным на 10 мая 2011